# Central Europe Pipeline System

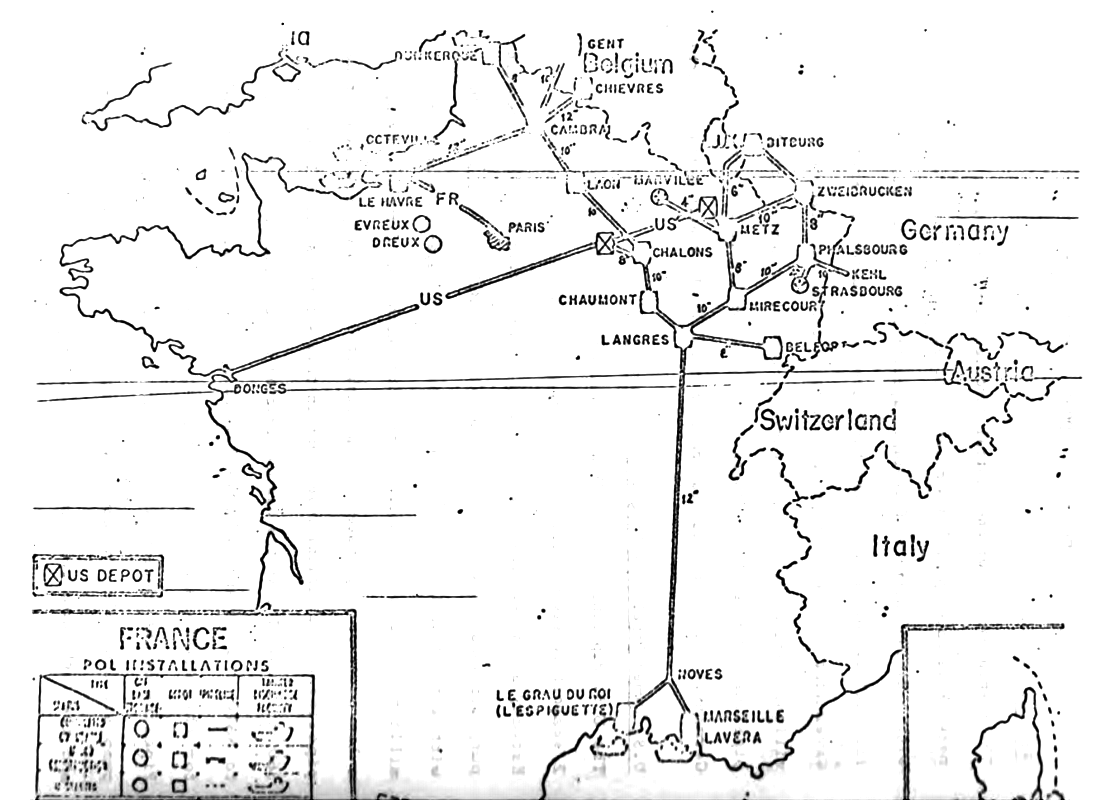
NATO Pipeline France and neighbouring countries, 1970.

Het Central Europe Pipeline System of CEPS is een netwerk van pijpleidingen van de NAVO voor het transport van brandstoffen. Hoewel het hoofddoel de voorziening van brandstof naar militaire bases is, wordt het netwerk ook aan civiele organisaties verhuurd. Volgens de NAVO wordt jaarlijks 13 miljoen m³ brandstof vervoerd, voornamelijk kerosine maar ook dieselolie, benzine en nafta. Het netwerk omvat in totaal 5500 km lengte.
Het netwerk verbindt belangrijke innamepunten zoals havens en raffinaderijen met verbruikspunten zoals vliegbases, luchthavens en kazernes. Het netwerk strekt zich uit van Rotterdam, Le Havre en Marseille tot Hodenhagen, Aschaffenburg en Neuburg.
De hoofdroutes zijn:
- Marseille–Lyon–Langres–Nancy–Zweibrücken
- Amsterdam–Luik–Trier-Karlsruhe
- Le Havre/Duinkerke–Cambrai–Aken/Reims–Belfort

In Nederland wordt onder meer Schiphol bevoorraad en heeft men depots in Pernis, Lopikerkapel (depot Klaphek) en Markelo. Het Nederlandse deel omvat een lengte van 550 kilometer. De leidingen gaan in Noord-Brabant bij Huijbergen en in Limburg bij Mamelis de grens over.
In België wordt onder andere Zaventem bevoorraad en heeft men depots in Schoten, Melsbroek, Glaaien (Frans: Glons) en Chièvres.

## Beheer
Het netwerk wordt beheerd door de Central Europe Pipeline Management Agency of CEPMA. Ieder land is verantwoordelijk voor het beheer van de leidingen binnen haar grondgebied:
- Belgian Pipeline Organisation (België en Luxemburg)
- Service National des Oléoducs Interalliés (Frankrijk)
- Fernleitungs-Betriebsgesellschaft (Duitsland)
- Defensie Pijpleiding Organisatie (Nederland)

De CEPS Program Office is gehuisvest in Versailles (Frankrijk) en is onderdeel van de NATO-agency NSPA.

## Noord-Europa
Een vergelijkbaar systeem bestaat er voor de Noord-Europese landen onder de naam Northern European Pipeline System (NEPS).